# 寿泉会
寿泉会，1940年10月上海钱币学界的丁福保、张絅伯等十人成立的一个联谊会组织。十人约定每逢会员生辰，各自用所藏三枚珍稀钱币制成拓片，每枚钱币均拓印十页，合编为十本“寿泉集拓”，分别赠予寿翁及其余九人留念。

## 初始会员
| 姓名   | 字号 | 籍贯     | 生辰                         |
| ------ | ---- | -------- | ---------------------------- |
| 丁福保 | 仲祐 | 江蘇無錫 | 同治十三年甲午六月廿二日生   |
| 张絅伯 | 絅伯 | 浙江鄞县 | 光绪十一年乙酉七月廿六日生   |
| 张晏孙 | 季量 | 浙江杭县 | 光绪十三年丁亥十二月三十日生 |
| 郑家相 | 葭相 | 浙江鄞县 | 光绪十五年乙丑十二月十八日生 |
| 陶庭耀 | 菊隐 | 浙江绍兴 | 光绪十六年庚寅七月初四日生   |
| 王荫嘉 | 殷泉 | 江苏吴县 | 光绪十八年壬辰十月廿二日生   |
| 陈亮声 | 亮声 | 广东番禺 | 光绪十九年癸巳三月十九日生   |
| 戴葆庭 | 足斋 | 浙江山阴 | 光绪廿一年乙未六月十八日生   |
| 蔡季襄 | 季襄 | 湖南长沙 | 光绪廿四年戊戌八月十七日生   |
| 罗伯昭 | 沐园 | 四川巴县 | 光绪廿五年己亥七月十四日生   |

## 寿泉集拓

### 前十编
自1940年农历十月（1940年11月）至次年八月（1941年10月），十名会员寿辰均庆祝一次，《寿泉集拓》出满十编，每叶一拓，每编均有寿翁自序或代序:题记。十编共收录泉拓253品。
| 编次 | 寿翁   | 说明                                             |
| ---- | ------ | ------------------------------------------------ |
| 甲编 | 王荫嘉 | 王荫嘉自序、罗伯昭题记                           |
| 乙编 | 郑家相 | 郑家相自序、罗伯昭题记                           |
| 丙编 | 张季量 | 张季量自序、罗伯昭题记                           |
| 丁编 | 陈亮声 | 陈亮声自序，有赵权之泉拓三帖                     |
| 戊编 | 戴葆庭 | 戴葆庭自序                                       |
| 己编 | 丁福保 | 李昌焕撰《畴隐居士传》代序                       |
| 庚编 | 陶庭耀 | 陶庭耀自序                                       |
| 辛编 | 罗伯昭 | 郑家相、罗伯昭题记，王荫嘉代作《寿泉集拓辛集序》 |
| 壬编 | 张絅伯 | 张絅伯自序                                       |
| 癸编 | 蔡季襄 | 罗伯昭题记                                       |

### 十编之后
《寿泉集拓》完成十编之后，寿泉会章程有所变更，生辰集拓的活动暂停。1950年代至1960年代，上海钱币学界又恢复寿泉集拓活动，在钱币学家整十岁的大寿时进行，共留有集拓五册，如1954年夏《絅老古稀，足斋花甲，二翁祝寿泉帖》和1964年《絅老八旬祝嘏泉拓》等。